# Маландина, Татьяна Михайловна
Татьяна Михайловна Маландина (23 октября 1910, Санкт-Петербург — 4 марта 1937, Оротукан, Магаданская область) — советский топограф, убитая на территории Дальстроя беглыми уголовниками.

## Биография
Рано осиротела, воспитывалась в детском доме. После окончания школы работала на парфюмерной фабрике в Ленинграде. Затем переехала в Москву. В 1934 году завербовалась на работу в район Колымы. В Магадане получила специальность топографа и была направлена на работу в Оротукан. Там в 1936 году стала секретарём местного комитета комсомола.
4 марта 1937 года была изнасилована и убита беглыми уголовниками. Её торжественно похоронили на главной площади Оротукана, а позже на могиле был установлен гранитный обелиск с барельефом. В 1973 году на этом месте был установлен новый памятник, ныне отнесённый к памятникам истории. В честь Маландиной названа улица в Оротукане, клуб и пионерская дружина. Там же был открыт посвящённый ей музей.